# Cantón Vinces
Cantón Vinces är en kanton i Ecuador.   Den ligger i provinsen Los Ríos, i den centrala delen av landet, 200 km sydväst om huvudstaden Quito. Antalet invånare är 71 736. Arean är 693 kvadratkilometer.
Terrängen i Cantón Vinces är mycket platt.